# Наталка Полтавка (пьеса)

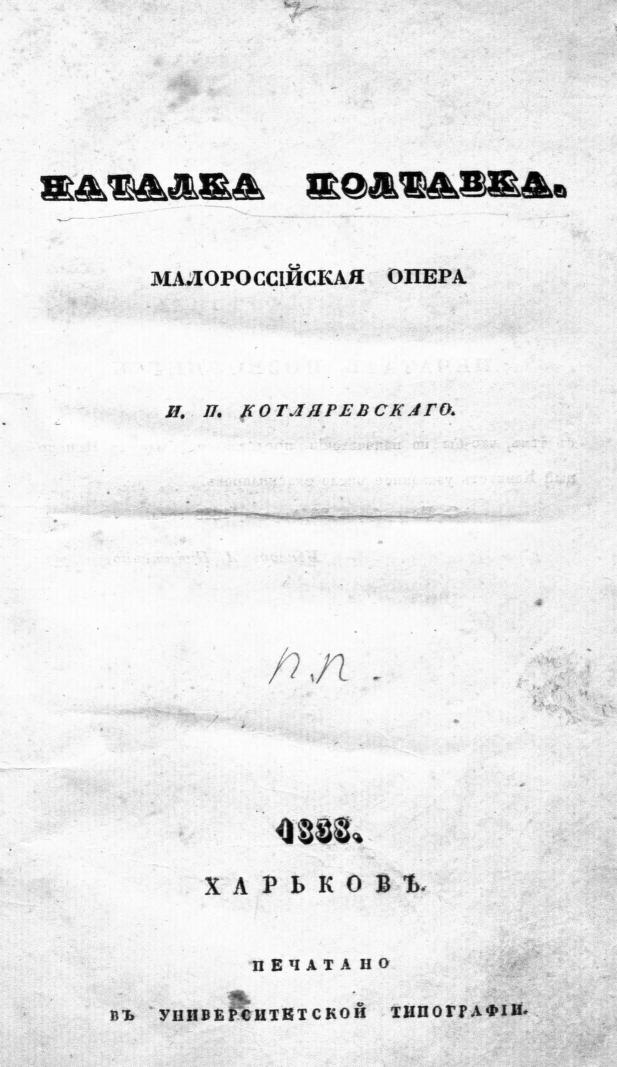
Сцена из пьесы «Наталка Полтавка». В ролях: Наталка — Мария Садовская-Барилотти, Петро — Денис Мова. Вторая половина XIX в.

«Ната́лка Полта́вка» — пьеса Ивана Петровича Котляревского под влиянием украинской вертепной, школьной драмы, интермедий XVIII века. Впервые поставлена в 1819, опубликована в 1838.
Основной источник для написания произведения — жизнь украинского общества, лирично-бытовые, обрядовые, купальские песни, баллады («Ой віддала мене мати за нелюба заміж», «Брала дівка льон», «Розлилися води на чотири броди», «Чорна хмаронька наступає», «Лимерівна»).
Основной конфликт пьесы — между стремлением матери обеспечить материальное благополучие (дочери и своё) и вспыхнувшей любви молодых людей, не угасшей в разлуке.
Основные сюжетные ходы произведения: разлука девушки с любимым-бедняком, сватанье к ней старого, возвращение любимого, все совершают благородные поступки, счастливый конец.

## Персонажи
- Тетерваковский — возный села, мелкий чиновник, юрист
- Горпина Терпилиха — старуха-вдова
- Наталка Полтавка[1] — дочь Терпилихи
- Петро — возлюбленный Наталки
- Микола — дальний родственник Терпилихи
- Макогоненко — выборный села

## Музыкальное оформление
Над музыкальным оформлением пьесы работали Анатолий Барсицкий, Алоиз Едличка, Опанас Маркович, Николай Васильев, Владимир Йориш и другие.За годы сценической жизни в «Наталке Полтавке» в разные годы выступали такие мастера сцены как Михаил Щепкин, Марко Кропивницкий, Панас Саксаганский, Мария Заньковецкая. 
Одноимённая опера Николая Лысенко, написанная по мотивам поэмы и впервые поставленная в 1889 году, стала классикой украинского оперного искусства.

## Дальнейшая судьба в культуре
Псевдоним «Наталка Полтавка» взяла себе писательница Надежда Матвеевна Симонова.
В 1978 году режиссёром Родионом Ефименко на студии Укртелефильм была снята музыкальная экранизация произведения. В ролях снялись Наталья Сумская (Наталка), Наталия Наум (Терпилиха), Лев Перфилов (Возный).